# Валис и Футуна
Валис и Футуна (фр. Wallis-et-Futuna) је група острва у јужном делу Пацифика, група од три вулканска острва у Тихом океану између Фиџија и Самое.

## Политика
Валис и Футуна су француска Прекоморска заједница (Collectivité d’outre-mer) од 2003. Између 1961. и 2003, имали су статус Прекоморске територије (Territoire d’outre-mer).
Територија је подељена на 3 традиционална краљевства: Увеа на острву Валис, Сигаве на западном делу Футуне и Ало на острву Алофи и источном делу Футуне. Главни град територије је Мата-Уту, на острву Валис. 
Шеф државе је председник Француске Емануел Макрон, чији је представник на територији Високи комесар Ришар Дидије (од 19. јула 2006).

## Географија
Валис и Футуна се налази на две трећине пута између Хаваја и Новог Зеланда.
Територија се састоји из острва Валис, острва Футуна, ненасељеног острва Алофи, и још 20 ненасељених острва. Сва острва имају укупну површину од 274 km² и 129 km обале. Највиша тачка је на острву Футуна (765 m).
Средња влажност ваздуха током године је 80%, а температура 26,6 °C.
Само 5% земљишта је обрадиво. Дефорестација и ерозија су озбиљни проблеми за становнике острва.

## Привреда
Главне привредне гране су производња копре, услуге, туризам и рибарство. Спољна трговина је најзначајнија са Француском, Аустралијом и Новим Зеландом.

## Становништво
Укупно становништво ове територије 2003. године било је 14.944 (67,4% на острву Валис, 32,6% на Футуни), великом већином полинезијског порекла, а мањим делом француског. Више од 16.000 људи пореклом са Валиса и Футуне живе као емигранти на Новој Каледонији. Већина становништва припада римокатоличкој религији, и говори локалним полинежанским језицима.

## Култура
Култура на острвима је типична полинезијска. Музика има богату традицију.